# Dallas Green
Dallas Michael John Albert Green  (nascido em 29 de setembro de 1980) é um músico canadense que libera música sob o nome de City and Colour. Ele também é conhecido por suas contribuições como o vocalista, guitarrista e compositor da banda post-hardcore Alexisonfire. Em 2005, ele estreou seu primeiro álbum completo, Sometimes, que obteve a certificação Platina em 2006. City and Colour começou a se apresentar em pequenos espaços íntimos enquanto Alexisonfire desapareceu por algum tempo.

## Nome
Durante uma entrevista no festival 2008 NXNE, com DJ Dave Bookman de Toronto CFNY-FM, Green confirmou que seu nome foi de fato inspirado no do arremessador e treinador da Major League Baseball homônimo. Ele afirmou que, apesar de ter nascido em 29 de setembro de 1980, ainda não tinha sido nomeado. Sua mãe pensava em nomeá-lo Graham-Todd Green, mas seu pai tinha apostado na vitória dos Philadelphia Phillies, equipe treinada pelo Dallas Green "original", para o World Series de 1980, que ocorreu em outubro. Após a vitória da equipe, seus pais decidiram dar-lhe o nome Dallas.

## Carreira

### Pré-Alexisonfire
Antes de entrar para Alexisonfire, Green estava em uma banda chamada Helicon Blue, produzindo várias músicas antes de se separarem. A banda de três integrantes também contou Marcel Lanteigne no baixo e vocal, e Nicholas Osczypko na bateria. A banda gravou uma versão auto-intitulado com Greg Below da Distort Entertainment, que também gravou um segundo disco com a banda que incluiu; My Last Breath, Sunder e Greater Victory & Perpetual Healing.
Em 2000, Green gravou sua primeiro demo, Simple Songs. Foi só depois dessa demonstração de que ele começou a escrever sob o nome de City & Colour. A demo contém versões de músicas que foram posteriormente liberados em seus álbuns completos, bem como várias demos inéditas de canções inéditas. Ele nunca foi lançado publicamente, e não há nenhuma cópia física conhecida. Ele circula agora na World Wide Web em arquivos de quality.mp3.

### Alexisonfire
Dallas começou a tocar com Alexisonfire no final de 2001. Eles lançaram quatro álbuns (Alexisonfire, Watch Out!, Crisis, e Old Crows/Young Cardinals) e vários LPs antes de se separar em 2011, devido à decisão de Dallas para se concentrar em seu trabalho no City and Colour em tempo integral.
Dallas surgiu com o nome da banda de um episódio no Discovery Channel. Este episódio específico foi de cerca de contorcionismo. Neste show, houve um segmento sobre uma stripper que acrescentou contorcionismo em seu show, assim como em lactação e de respiração do fogo. O nome artístico da mulher era Alexis Fire, e o segmento foi chamado Alexisonfire. Ele pensou que este seria um nome legal para uma banda, e é aí que tudo começou.
Em 2003, Dallas apareceu (junto com o vocalista George Pettit) em Jude álbum the Obscure "The Coldest Winter", fazendo vocais adicionais em 3 músicas. Ele contribuiu com vocais para Neverending White Lights álbum colaborativo Act 1:Goodbye Friends of the Heavenly Bodie, lançado em 2005, na música "The Grace". Green forneceu vocais adicionais na faixa "INRihab" com Every Time I Die, bem como na faixa "Black Albino Bones" com Fucked Up em seu segundo álbum completo, The Chemistry of Common Life.

### City and Colour

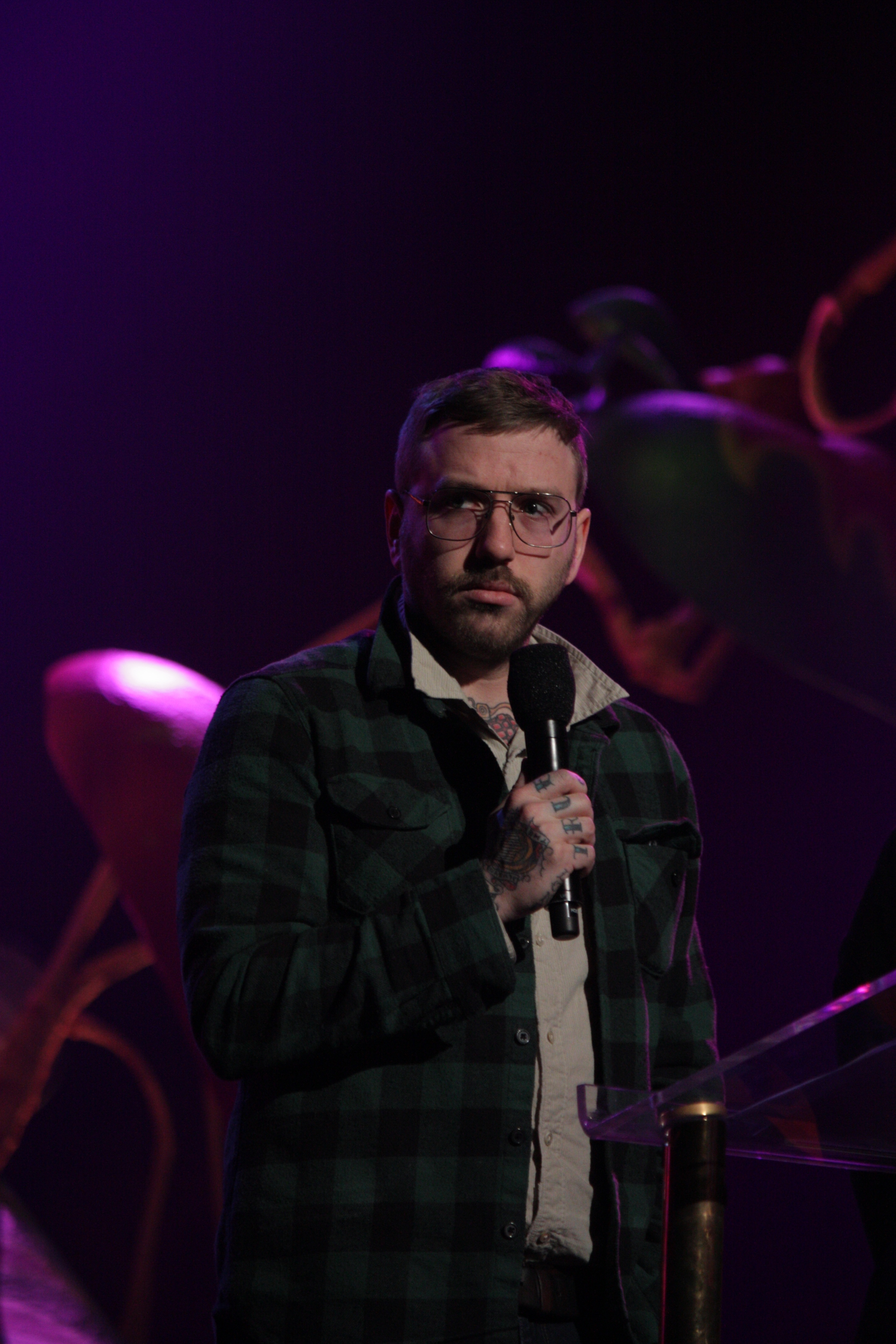
Dallas Green no Juno Awards de 2009

City and Colour lança seu primeiro videoclipe, "Save Your Scissors", do álbum Sometimes, que ganhou platina, foi lançado em 17 de janeiro de 2006, com alguns dos seus melhores amigos, companheiros de banda e lugares favoritos em sua cidade natal, St. Catharines, Ontario. O segundo vídeo, "Comin 'Home", foi número um na contagem regressiva de vídeo do MuchMoreMusic.
City and Colour também lançou um CD/DVD ao vivo intitulado Live on March 6, 2007 que inclui duas apresentações ao vivo diferentes e uma performance especial com Ron Sexsmith. A edição limitada também foi lançado ao mesmo tempo. Ele incluía uma chave USB com imagens de MMVA e performances de demanda.
Em 22 de outubro de 2008, Dallas apareceu no palco com o duo canadense Tegan and Sara no The Fonda em Los Angeles. Ele saiu durante o encore e executou uma versão suave de sua canção The First, ele é um bom amigo de ambos membros da banda.
Em 12 de fevereiro de 2008, City and Colour lançou um novo álbum de estúdio full-length, Bring Me Your Love. Foi publicado sob o rótulo Dine Alone Records. O vídeo da música para o primeiro single, "Waiting...", foi lançado em 24 de janeiro de 2008. Em 6 de junho de 2008, "Sleeping Sickness", o segundo single para o álbum, e foi emitido em 27 de Junho, um vídeo da musica foi feito pelo diretor de Vincent Morisset. Este segundo single também traz participações vocais de Gordon Downie do The Tragically Hip's no segundo verso.
City and Colour foi ao ar com uma hora de duração e desempenho no programa de televisão Bravo! como uma banda para seu Live at the Concert Hall...em 26 de agosto de 2008. O desempenho incluiu entrevistas, várias canções de seu mais recente álbum, Bring Me Your Love; e também algumas canções do álbum debut, Sometimes, onde ele incluiu sua banda de apoio para as canções.
Enquanto estava em turnê em 2010 com Alexisonfire, Dallas também cantou uma parte da canção de Billy Talent "Surrender".
Em maio de 2009, Dallas apareceu na CBC Radio para uma entrevista com Jian Ghomeshi, bem como uma performance solo de três canções; "Body in a Box" e "Waiting...", do álbum Bring Me Your Love, e "Comin 'Home" do seu álbum de estréia Sometimes.
Em 7 de junho de 2011, City and Colour lançou outro álbum de estúdio full-length intitulado Little Hell. O primeiro single foi 'Fragile Bird'. Em 8 de agosto de 2011 Dallas saiu do Alexisonfire, afirmando que ele queria se concentrar mais em seu trabalho solo.
Green apareceu na Kids' CBC em 6 de Fevereiro de 2012, cantando uma versão infantil de sua canção "The Girl", renomeado "The Gift" com novas letras sobre a compra de presentes para Mamma Yamma
Durante uma entrevista com NBHAP em junho de 2013, Dallas disse que não acha que ele vai encontrar seu caminho de casa musicalmente, já que ele está sempre em busca de algo mais.

### You+Me
Em 08 setembro de 2014 Green anunciou uma colaboração com Pink. A dupla, performando sob o nome You + Me, lançou um álbum intitulado Rose Ave. Em 14 de outubro, o álbum estreou no número um na Canadian Albums Chart e no número quatro no Billboard 200.

## Vida Pessoal
Green foi para Denis Morris Catholic High School, em St. Catharines, Ontario. 
Em 2008, casou-se com a apresentadora de televisão canadense Leah Miller.
Green toca guitarra desde os 8 anos de idade, e escreve músicas desde que ele era um jovem adolescente.
Na idade de 8 anos, Dallas também tinha começado a andar de skate e jogar beisebol.
Em meados de 2010, Dallas participou de um projeto musical em conjunto com Mark Schwahn, criador da série televisiva One Tree Hill, e os músicos Michael Grubbs, do grupo Wakey!Wakey!, Matthew Ryan e Courtney Jaye. O projeto, nomeado Nashville Skyline, resultou em uma canção, intitulada "Carry You Home". A canção fez parte da trilha sonora do episódio 22 da sétima temporada da série One Tree Hill.

## Ligações Externas
- Official City and Colour website
- Perfil de Dallas Green no MySpace